# دایچی سوگا
دایچی سوگا (انگلیسی: Daichi Soga؛ زادهٔ ۱۰ مارس ۱۹۹۸) بازیکن فوتبال اهل ژاپن است.